# Stowarzyszenie SURSUM CORDA
Stowarzyszenie SURSUM CORDA (łac. „w górę serca”) – dobroczynna organizacja pozarządowa o charakterze non-profit. Stowarzyszenie zostało zarejestrowane w 2000 roku, przez grono osób tworzących od 1994 roku nieformalną grupę wsparcia dla Ośrodka Wychowawczego w Mszanie Dolnej. Pierwotną nazwą organizacji było Stowarzyszenia Na Rzecz Osób Potrzebujących Sursum Corda. Obecnie siedzibą Stowarzyszenia jest Nowy Sącz.
Od 2004 Stowarzyszenie posiada status organizacji pożytku publicznego.

## Działalność
Stowarzyszenie zajmuje się promocją i organizacją wolontariatu, poradnictwem (od 2021 największy wykonawca zadań publicznych w zakresie ustawy o nieodpłatnej pomocy prawnej, nieodpłatnym poradnictwie obywatelskim i edukacji prawnej, pomocą społeczną na rzecz seniorów oraz chorych i osób z niepełnosprawnościami, rozwijaniem aktywności obywatelskiej. Organizacja wspiera także osoby opuszczające zakłady karne, a także organizuje wypoczynki dla dzieci i młodzieży oraz prowadzi wypożyczalnię sprzętu rehabilitacyjnego.

### Bieżące działania
- Sądeckie Centrum Wolontariatu w Nowym Sączu oraz Małopolska Sieć Szkolnych Klubów Wolontariatu[3], regionalny partner Korpusu Solidarności[4]
- Portal pomocy osobom chorym i z niepełnosprawnościami chcepomagac.org (subkonta, zbiórki, 1,5%), który zastąpił działający do 2021 program "Na ratunek"[5][2]
- punkty nieodpłatnej pomocy prawnej, nieodpłatnego poradnictwa obywatelskiego i mediacji[6]
- Ośrodek Pomocy Postpenitencjarnej, szkolenia i konferencje w tym zakresie, portal pomocy postpenitencjarnej[7]
- programy wsparcia seniorów (Poczta Obiadowa, Karty Dobra - we współpracy z Fundacją Biedronki), projekty aktywizujące seniorów
- wypoczynek letni i zimowy dla dzieci (kolonie i półkolonie)[8]
- wypożyczalnia sprzętu medycznego i rehabilitacyjnego[9]
- kursy i szkolenia[10]
- Świąteczne Kartki Dobroczynne[11]
- organizator inicjatyw społecznych (m.in. na rzecz seniorów, Ukrainy[12], osób w trudnej sytuacji życiowej)

## Nagrody i wyróżnienia
- Kryształy Soli – 2007, nagroda Marszałka Województwa dla najlepszej organizacji pozarządowej w województwie małopolskim, w kategorii "polityka społeczna"[13]
- Ludzie Roku – 2008, tytuł honorowy przyznany przez nowosądecką redakcję Dziennika Polskiego dla wolontariuszy skupionych wokół Stowarzyszenia SURSUM CORDA[14]
- Ziarnko Gorczycy – 2009, za hojne i mądre wspieranie inicjatyw dobroczynnych oraz godną naśladowania postawę wobec potrzebujących na terenie Ziemi Sądeckiej[15]
- Lider Działalności Pro Publico Bono – 2014[16]